# Ercé-près-Liffré

Ercé-près-Liffré este o comună în departamentul Ille-et-Vilaine, Franța. În 2009 avea o populație de 1812 de locuitori.